# Neolibertarianizmus
A neolibertarizmus a libertarianizmus és a neokonzervativizmus elemeinek elegyítése. Hazai földön eredendően az inkrementalizmus jellemzi, míg a külpolitikában intervencionalista az önérdekre és a nemzeti védelemre hivatkozva. A neolibertárius kifejezést az iraki háború idején kezdte népszerűsíteni weblogjában Jonathan Henke, egyidőben Dale Franksszel és Bruce McQuainnel.

## Külső hivatkozások
- A konzervativizmus és a libertarianizmus (konzervatorium.hu)